# Anna Atkins
Anna Atkins (16 de março de 1799 - 9 de junho de 1871) foi uma botânica e fotógrafa inglesa. Muitos consideram-na a primeira pessoa a publicar um livro ilustrado com imagens fotográficas. Algumas fontes afirmam que ela foi a primeira mulher a criar uma fotografia.

## Vida pessoal
Anna nasceu em Tonbridge, em 1799. Sua mãe, Hester Anne Children, nunca se recuperou dos efeitos do parto e faleceu em 1800. Anna era muito próxima de seu pai, John George Children. Anna recebeu uma educação científica pouco comum para meninas de sua época. Suas detalhadas gravuras de conchas foram usadas nos livros ilustrados de seu pai, traduções do livro de Jean-Baptiste de Lamarck, Gêneros de Conchas.
Em 1825, casou-se com John Pelly Atkins, comerciante na Índia e eles se mudaram para o Halstead Place, a casa da família Atkins em Sevenoaks, Kent e não tiveram filhos. Anna continuou com seu interesse em botânica, colecionando plantas secas, usadas para fotogramas.

## Fotografia

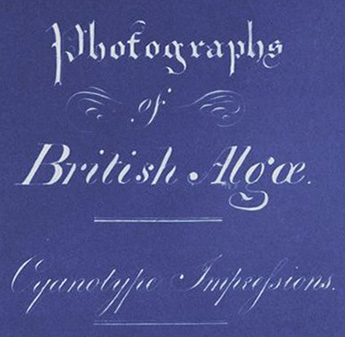
Detalhe da página de Fotografias de Algas Britânicas: Cyanotype Impressions

John George Children e John Pelly Atkins eram amigos de William Henry Fox Talbot. Anna aprendeu diretamente de Talbot sobre suas invenções relacionadas à fotografia: a técnica do desenho fotogênico, onde um ambiente é colocado sobre um papel com sensibilidade à luz e então exposto ao sol para produzir uma imagem e o calótipo.
Sabe-se que Anna teve acesso a uma câmera em 1841. Algumas fontes afirmar que Anna foi a primeira mulher fotógrafa. Outras fontes apontam que Constance Talbot, esposa de William Fox Talbot, foi a primeira fotógrafa. Como nenhuma fotografia original de Anna Atkins e de Constance Talbot sobreviveu aos dias de hoje, o embate continua.

## Morte
Anna morreu no Halstead Place, em 1871, de "paralisia, reumatismo e exaustão", aos 72 anos.

## Publicações
- Atkins, Anna (2020) [1843]. Photographs of British Algae: Cyanotype Impressions (Sir John Herschel's Copy). [S.l.]: Gerhard Steidl Druckerei und Verlag. ISBN 9783958295100
- Atkins, Anna (2013) [1853]. The Perils of Fashion. Londres: Colburn and Co. ISBN 9781230431840. OCLC 220806058
- Atkins, Anna (1853). The Colonel: a story of fashionable life. By the author of "The Perils of Fashion". London: Hurst & Blackett. OCLC 264999460
- Atkins, Anna (1853). Memoir of J. C. Children, including some unpublished poetry by his father and himself. Londres: John Bowye Nichols and Sons. OCLC 54191950
- Atkins, Anna (1859). Murder will Out: a story of real life. By the author of "The Colonel", etc. Londres: Routledge, Warne, & Routledge. OCLC 855529436
- Atkins, Anna (1863). A Page from the Peerage. By the author of "The Colonel". London: T. Cautley Newby. OCLC 23919986